# Доусон (округ, Джорджія)
Шаблон:StateAbbr_ 34°26′ пн. ш. 84°10′ зх. д. / 34.44° пн. ш. 84.17° зх. д.
Округ Доусон (англ. Dawson County) — округ (графство) у штаті Джорджія, США. Ідентифікатор округу 13085.

## Історія
Округ утворений 1857 року.

## Демографія
За даними перепису
2000 року
загальне населення округу становило 15999 осіб, усе сільське.
Серед мешканців округу чоловіків було 8034, а жінок — 7965. В окрузі було 6069 домогосподарств, 4687 родин, які мешкали в 7163 будинках.
Середній розмір родини становив 2,98.
Віковий розподіл населення поданий у таблиці:
| Стать    | До 15 років | 15-21 | 22-29 | 30-39 | 40-49 | 50-65 | 65-85 | Понад 85 |
| -------- | ----------- | ----- | ----- | ----- | ----- | ----- | ----- | -------- |
| Чоловіки | 1732        | 705   | 793   | 1367  | 1264  | 1444  | 702   | 27       |
| Жінки    | 1691        | 581   | 812   | 1410  | 1211  | 1498  | 714   | 48       |

## Суміжні округи
- Феннін - північ
- Лампкін - північний схід
- Голл - схід
- Форсайт - південь
- Черокі - південний захід
- Пікенс - захід
- Гілмер - північний захід

## Виноски
1. ↑  U.S. Decennial Census. United States Census Bureau. Архів оригіналу за 26 квітня 2015. Процитовано 21 червня 2014.
2. ↑  Historical Census Browser. University of Virginia Library. Архів оригіналу за 1 вересня 2019. Процитовано 21 червня 2014.
3. ↑  Population of Counties by Decennial Census: 1900 to 1990. United States Census Bureau. Архів оригіналу за 2 лютого 2019. Процитовано 21 червня 2014.
4. ↑  Census 2000 PHC-T-4. Ranking Tables for Counties: 1990 and 2000 (PDF). United States Census Bureau. Архів оригіналу (PDF) за 6 вересня 2019. Процитовано 21 червня 2014.
5. ↑  State & County QuickFacts. United States Census Bureau. Архів оригіналу за 7 червня 2011. Процитовано 15 лютого 2014.(англ.) Наведено за англійською вікіпедією.
6. ↑  American FactFinder. Бюро перепису населення США. Архів оригіналу за 21 травня 2008. Процитовано 31 січня 2008.

| США | Це незавершена стаття з географії США. Ви можете допомогти проєкту, виправивши або дописавши її. |